# 阿博尔斯
阿博尔斯（英語：Arboles）是美国科羅拉多州阿丘利塔縣的一个普查规定居民点（CDP），在2010年美國人口普查中人口为280人，郵區編號为81121，“阿博尔斯”一词在西班牙语中的意思是“树” （"trees"）。

## 地理
阿博尔斯的地理位置为37°1′15″N 107°25′17″W / 37.02083°N 107.42139°W（37.020918, -107.421517）。美国人口调查局的调查报告里头提到阿博尔斯的总面积为5.3平方英里（14平方），土地面积为5.3平方英里（14平方）、水面面积为0.1平方英里（0.26平方）。

## 人口
根据2000年人口普查数据，阿博尔斯内共有104户住宅、79户家庭以及232居民。人口密度为每平方公里17人。族群比例分别为68.10% 白人、1.29% 美国土著、15.95%其他种族以及14.66%拥有多过一种种族血统。人均中位收入为33125美元、家均中位收入为37813美元。人均收入则是19384美元。位于貧窮門檻下的人口约8%、家庭则是11.5%。